# Molineuf
Molineuf is een plaats en voormalige gemeente in het Franse departement Loir-et-Cher in de regio Centre-Val de Loire en telt 801 inwoners (1999). De plaats maakt deel uit van het arrondissement Blois.

## Geschiedenis
Molineuf maakte deel uit van het kanton Herbault totdat dit op 22 maart 2015 werd opgeheven en de gemeenten werden opgenomen in het op die dag gevormde kanton Onzain. Op 1 januari 2016 fuseerde de gemeente met Orchaise tot de commune nouvelle Valencisse.

## Geografie
De oppervlakte van Molineuf bedraagt 10,9 km², de bevolkingsdichtheid is 73,5 inwoners per km².
De onderstaande kaart toont de ligging van Molineuf met de belangrijkste infrastructuur en aangrenzende gemeenten.

## Demografie
Onderstaande figuur toont het verloop van het inwonertal (bron: INSEE-tellingen).